# Hamsa
Cette page contient des caractères spéciaux ou non latins. S’ils s’affichent mal (▯, ?, etc.), consultez la page d’aide Unicode.
Ne doit pas être confondu avec Khamsa (symbole).

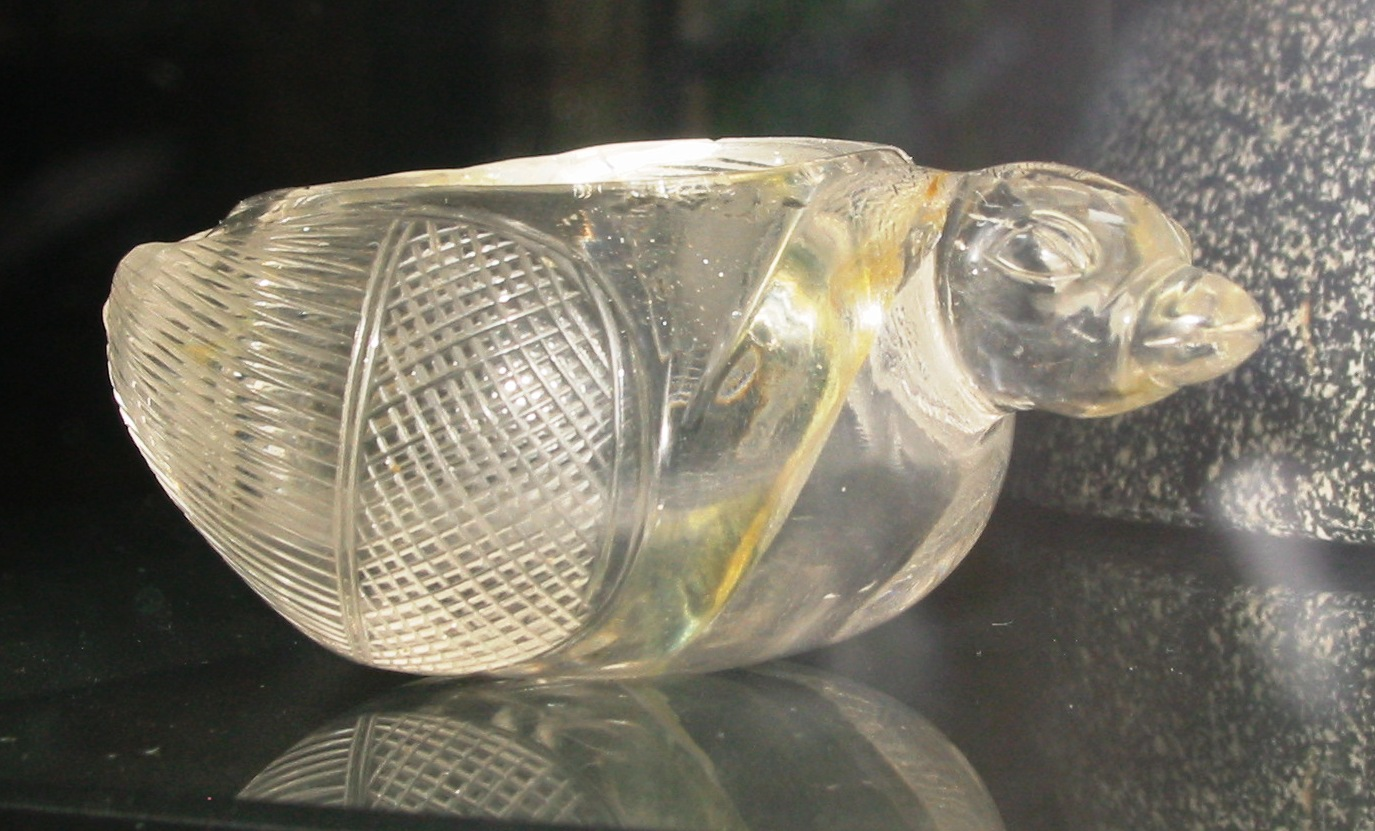
Hamsa reliquaire en cristal de roche découvert à Taxila dans une coupe en granite, avec l'inscription sur feuille d'or Shira a déposé les reliques de ses parents défunts dans ce Hamsa. (art du Gandhara, Ier siècle, British Museum)

Hamsa (Sanskrit हंस, haṃsa, birman ဟင်္သာ, híɴθà, souvent noté hintha ou hinthar ; môn ဟံသာ, [hɔŋsa] ou hongsa ; shan ႁင်းသႃႇ, [haŋ4 sʰaa2] ; khmer ហង្ស) est un cygne ou une oie qui sert de vâhana (monture ou véhicule) au dieu créateur de l'hindouisme, Brahmâ.
Il est souvent identifié au cygne tuberculé (Cygnus olor) ou à l'oie à tête barrée (Anser indicus).
Représentant l'âme ou l'être, il est présent dans la culture indienne et en Asie du Sud-Est comme symbole et élément décoratif.

## Mythologie

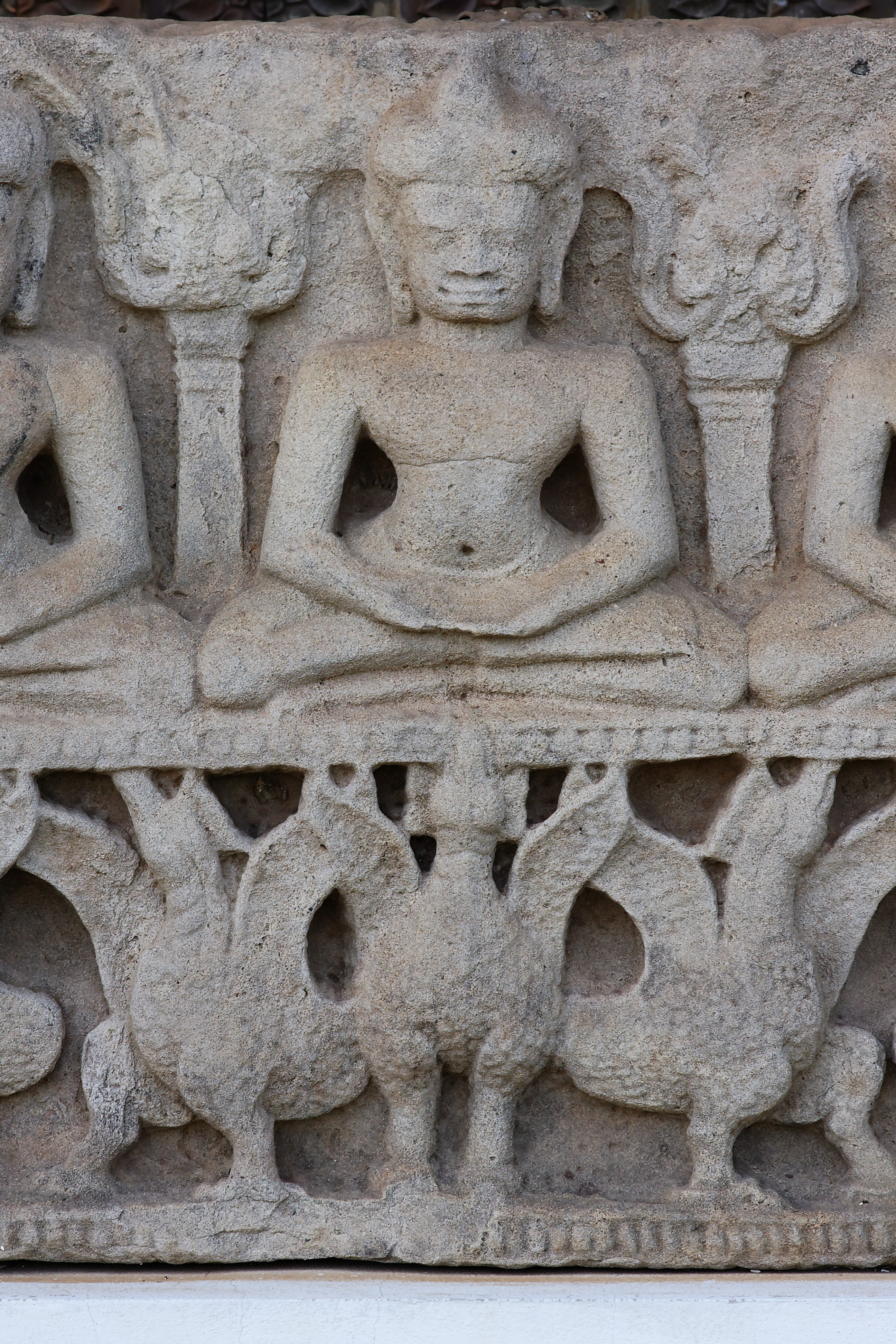
Hamsas sur un linteau khmer du Prasat Hin Phimai, musée national de Phimai, en Thaïlande.

Un grand nombre d'œuvres folkloriques ou littéraires ont été consacrés au Hamsa, qui possède une mythologie distincte. À l'époque védique, il était considéré en relation avec le dieu solaire Surya. Il symbolisait alors la force et la virilité. Avec l'apparition et la consolidation des Upanishads, le hamsa acquit d'autres attributs, en devenant notamment un « symbole de pureté, de détachement, de savoir divin, de souffle cosmique (prana) et de suprême accomplissement spirituel ». Un tel degré de symbolisme lui était attaché parce qu'il transcendait les limitations de la création autour de lui : il peut marcher sur la terre (Prithvi), voler dans le ciel et nager dans l'eau.
Le Hamsa fut très utilisé dans l'art du Gandhara, en association avec l'image de Gautama Bouddha. Il est aussi réputé sacré dans l'enseignement du Bouddha (Dharma).
Dans la mythologie hindoue, le lac Manasarovar, dans l'Himalaya, est le séjour d'été du Hamsa. Des images poétiques s'attachent au vol des cygnes vers ce lac.

## Asie du Sud-Est

### Birmanie
Hamsa s'écrit en birman : ဟင်္သာ.
Il est très représenté dans l'art birman, considéré plus précisément comme étant un cygne dans la mythologie birmane.
En Birmanie, le Hamsa est l'animal symbolique du peuple môn,. Il a donné son premier nom à la ville de Pégou (Bago) : Hamsawaddy ou Hanthawaddy, le « royaume de l’oie » et figure encore aujourd'hui sur les drapeaux de l'État Môn et de la Région de Bago.

### Thaïlande
Hamsa s'écrit en Thai: หงส์.
En Thaïlande, la figure de proue de la barge royale Suphannahong est un Hamsa.

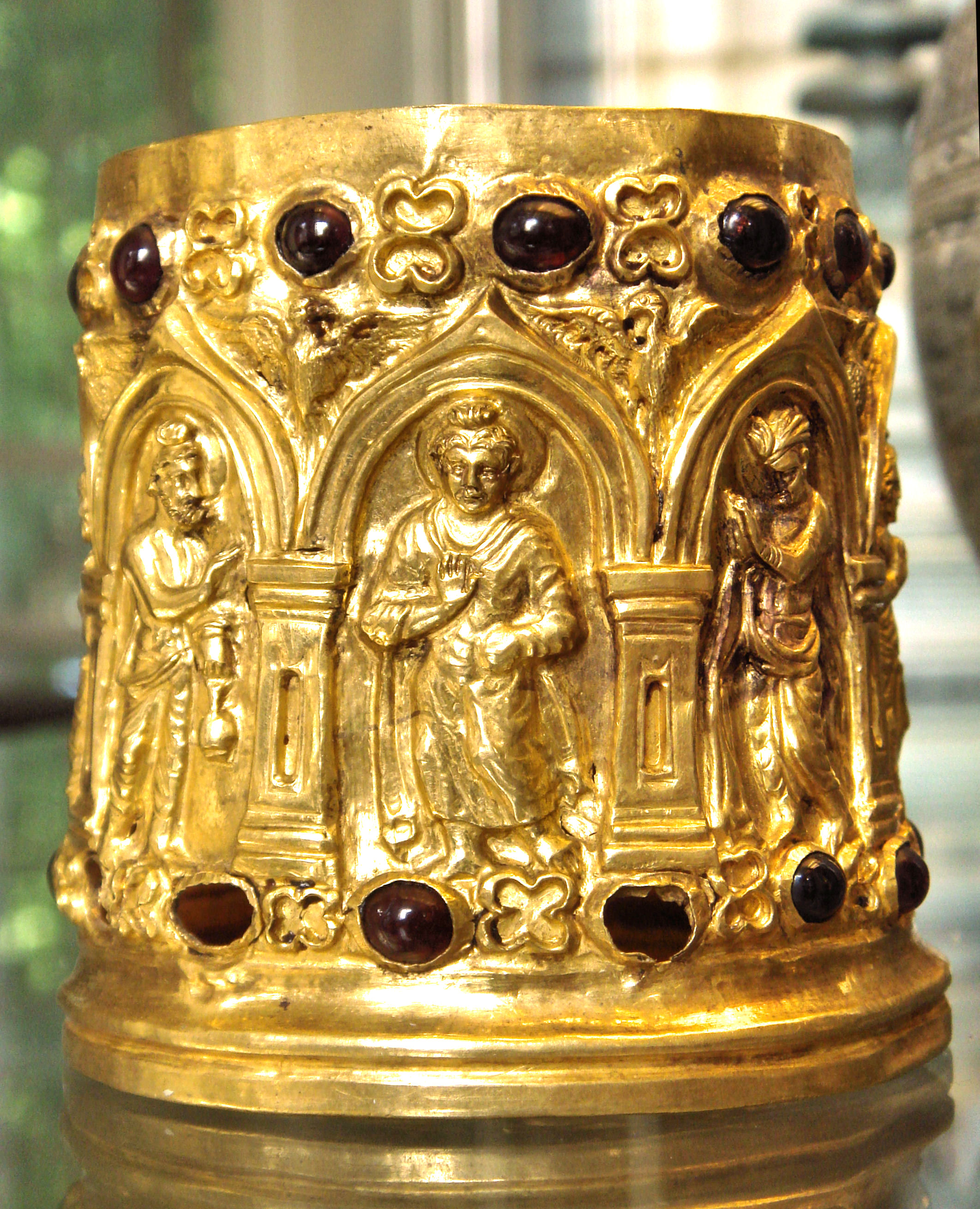
Des oiseaux hamsa entre les flèches architecturales du reliquaire de Bimaran (en), Ier siècle apr. J.-C., stupa n° 2 de Bimaran, près de Jalalabad, à l'est de l'Afghanistan, conservé au British Museum.
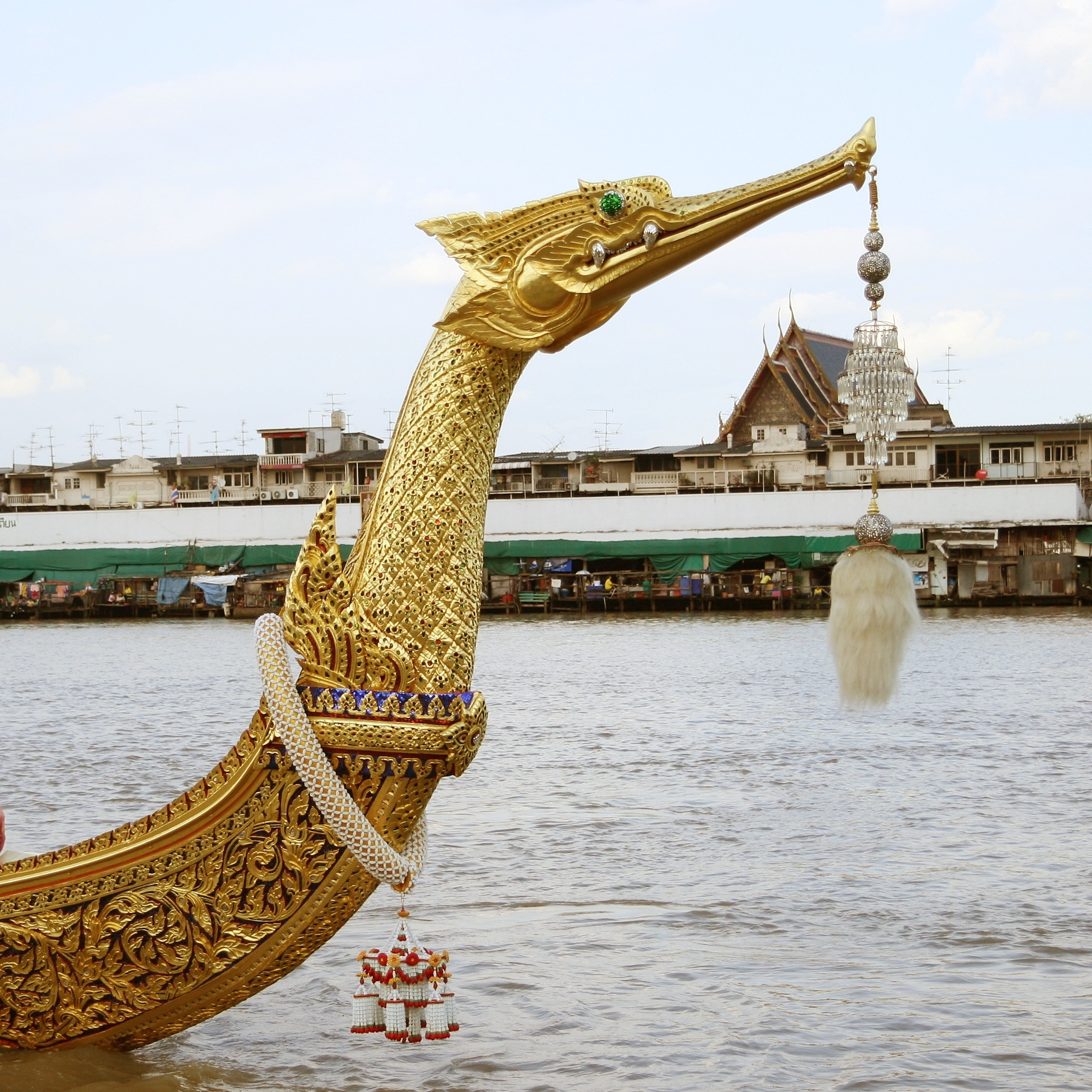
Proue de la barge royale Suphannahong.

## Source
- (en) Cet article est partiellement ou en totalité issu de l’article de Wikipédia en anglais intitulé « Hamsa (bird) » (voir la liste des auteurs).